# Leucandra kagoshimensis
Leucandra kagoshimensis är en svampdjursart som beskrevs av Hozawa 1929. Leucandra kagoshimensis ingår i släktet Leucandra och familjen Grantiidae.
Artens utbredningsområde är havet kring Japan. Inga underarter finns listade i Catalogue of Life.